# Marais barométrique
Pour les articles homonymes, voir Marais (homonymie).
Un marais barométrique est une zone de l'atmosphère entre deux systèmes météorologiques ou centres d'action, dans laquelle la pression varie peu mais est légèrement dépressionnaire. Une situation analogue serait une vaste plaine entre deux montagnes très distantes,. On retrouve ce genre de situation lorsque le creux entre deux anticyclones est très aplati dû à un manque d'éléments de cyclogénèse en altitude. Dans ces régions, les isobares sont espacées et désorganisées, les vents sont légers et variables car la mise en mouvement des parcelles d'air par la faible différence de pression est facilement contrecarrée par le frottement. Il en résulte un vent qui est fortement influencé par les effets thermiques diurnes/nocturnes (régime de brise) et le relief.
Cette situation se rencontre généralement en été alors que les systèmes sont peu organisés à l'échelle synoptique. La pression atmosphérique oscille autour de la pression moyenne au niveau de la mer, soit 1013 hPa, dans ces zones. Avec une circulation atmosphérique faible, l'humidité et la chaleur peut augmenter au cours de plusieurs jours, favorisant la convection atmosphérique et les orages. Ces derniers peuvent être violents mais sont rarement organisés, n'ayant pas de déclencheurs dynamiques. Les marais barométriques sont souvent associés avec des périodes de canicule et des épisodes de smog.